# Hydraena testacea
Hydraena (Hydraena) testacea – gatunek wodnego chrząszcza z rodziny Hydraenidae i podrodziny Hydraeninae.

## Taksonomia
Gatunek ten został opisany w 1830 roku przez Johna Curtisa. Dawniej klasyfikowany był w podrodzaju Phothydraena, a obecnie w podrodzaju nominatywnym.

## Opis
Ciało długości około 1,5 mm. Pokrywy z rzędami punktów oraz dużymi dołkami na wierzchołku dwukrotnie większymi niż punkty w rzędach. Na spodzie tułowia, między biodrami środkowych a tylnych odnóży obecny Y-kształtny kil.

## Biologia i ekologia
Na obszarach nizinnych zasiedla zarośnięte wody stojące, natomiast na pogórzach i w górach spotykany jest także w strumieniach i potokach.

## Rozprzestrzenienie
Gatunek palearktyczny. W Europie wykazany został z Balearów, Belgii, Czech, Danii, Francji, Hiszpanii, Holandii, Korsyki, Luksemburgu, Niemiec, Portugalii, Sardynii, Szwecji, Szwajcarii, Wielkiej Brytanii, Włoch i Wysp Normandzkich. Niepewne dane dotyczą Irlandii. Ponadto występuje w Afryce Północnej.
W Polsce nie występuje. Został jednokrotnie wykazany w 1871 roku przez K. Letznera  z Dolnego Śląska, jednak brak jest okazów dowodowych, a jego występowanie na Śląsku jest wątpliwe.